# Декаметилциклопентасилоксан
Декаметилциклопентасилоксан (D5) представляет собой кремнийорганическое соединение с формулой [(CH3)2SiO]5. Это слегка летучая жидкость без цвета и запаха.

## Применение
Соединение классифицируется как циклометикон. Такие жидкости обычно используются в косметике, такой как дезодоранты, кремы для загара, лаки для волос и средства по уходу за кожей. Он становится все более распространенным в кондиционерах для волос, так как позволяет расчесывать волосы без ломкости. Он также используется в составе смазок на основе силикона. D5 считается смягчающим средством. В Канаде примерно 70 % объема потребительских товаров приходилось на антиперспиранты и 20 % — на средства по уходу за волосами. 10 000—100 000 тонн D5 в год производится и / или импортируется в Европейскую экономическую зону. Выбросы D5 в атмосферу в Северном полушарии оцениваются в 30 000 тонн в год.

## Производство и полимеризация
В промышленных масштабах D5 производится из диметилдихлорсилана. Гидролиз дихлорида дает смесь циклических диметилсилоксанов и полидиметилсилоксана. Из этой смеси циклические силоксаны, включая D5, можно удалить перегонкой. В присутствии сильного основания, такого как КОН, смесь полимер / кольцо уравновешивается, обеспечивая полное превращение в более летучие циклические силоксаны:
n⁄5 [(CH3)2SiO]n → n [(CH3)2SiO]5
D4 и D5 также являются предшественниками полимера. Катализатором снова выступает КОН.

## Соображения безопасности и защиты окружающей среды
LD 50 для D5 у крыс составляет> 50 г/кг.
Воздействие на окружающую среду D5 и D4 привлекло внимание в связи с их широким распространением. Циклические силоксаны были обнаружены у некоторых видов водных организмов. Научный обзор, проведенный в Канаде, показал, что «Силоксан D5 не представляет опасности для окружающей среды» а в научной оценке D5, проведенной австралийским правительством, говорится, что «прямые риски для водной флоры и фауны, связанные с воздействием этих химических веществ при ожидаемых концентрациях в поверхностных водах, вряд ли будут значительными». Однако в Европейском союзе D5 был охарактеризован как вещество, вызывающее очень большую озабоченность (SVHC) из-за его свойств PBT и vPvB, и поэтому был включен в список кандидатов на авторизацию. С 31 января 2020 года D5 не может размещаться на рынке Европейского Союза в смываемых косметических продуктах в концентрации, равной или превышающей 0,1.% по весу.